# Dietmanns (Gemeinde Großdietmanns)
Dietmanns ist eine Ortschaft und eine Katastralgemeinde der Gemeinde Großdietmanns im Bezirk Gmünd in Niederösterreich mit 682 Einwohnern (Stand 1. Jänner 2024).

## Geografie
Der südwestlich von Gmünd liegende Marktort ist über die Gmünder Straße erreichbar, von der die Landesstraße L8228 in den Ort abzweigt. Westlich am Ort fließt die Lainsitz vorbei, in die der Hörmannser Bach mündet. Dieser kommt aus dem Hörmannser See bei Hörmanns bei Weitra und fließt über Dietmanns ab. Weitere Ortslagen sind Auhof, Hauptmannmühle und Seidl.
Am 1. April 2020 umfasste die Ortschaft 313 Adressen.

## Siedlungsentwicklung
Zum Jahreswechsel 1979/1980 befanden sich in der Katastralgemeinde Dietmanns insgesamt 159 Bauflächen mit 65.820 m² und 111 Gärten auf 48.420 m², 1989/1990 waren es 159 Bauflächen. 1999/2000 war die Zahl der Bauflächen auf 660 angewachsen und 2009/2010 waren es 424 Gebäude auf 955 Bauflächen.

## Geschichte
Im Jahr 1822 wurde der Ort als Dorf mit 68 Häusern genannt, das über eine Pfarre und eine Schule verfügte. Die Herrschaft Gmünd besaß die Ortsobrigkeit, übte die Landgerichtsbarkeit aus, besorgte die Konskription und hatte die Grundherrschaft inne. Laut Adressbuch von Österreich waren im Jahr 1938 in der Ortsgemeinde Dietmanns zwei Bäcker, zwei Fleischer, drei Gastwirte, sechs Gemischtwarenhändler, eine Mühle, zwei Schmiede, ein Schneider und vier Schneiderinnen, zwei Schuster, eine Sparkasse, ein Tischler, drei Viktualienhändler, ein Wagner und zahlreiche Landwirte ansässig. Im Rahmen der Niederösterreichischen Kommunalstrukturverbesserung konstituierten sich im Jahr 1967 die damaligen Gemeinden Dietmanns, Eichberg, Hörmanns bei Weitra und Wielands zur Gemeinde Großdietmanns.

## Öffentliche Einrichtungen
In Dietmanns befindet sich ein Kindergarten und eine Volksschule.

## Landwirtschaft
Die Katastralgemeinde ist landwirtschaftlich geprägt. 669 Hektar wurden zum Jahreswechsel 1979/1980 landwirtschaftlich genutzt und 230 Hektar waren forstwirtschaftlich geführte Waldflächen. 1999/2000 wurde auf 608 Hektar Landwirtschaft betrieben und 266 Hektar waren als forstwirtschaftlich genutzte Flächen ausgewiesen. Ende 2018 waren 568 Hektar als landwirtschaftliche Flächen genutzt und Forstwirtschaft wurde auf 274 Hektar betrieben. Die durchschnittliche Bodenklimazahl von Dietmanns beträgt 24,4 (Stand 2010).

## Verkehr
In Dietmanns befindet sich eine Station der Waldviertler Schmalspurbahnen.

## Sehenswürdigkeiten
- Pfarrkirche Dietmanns in Großdietmanns